# Post Orgasmic Chill
Post Orgasmic Chill трећи је студијски албум британске рок групе Skunk Anansie, објављен 1999. Постоје два омота албума — европска верзија, која приказује бенд како се одмара у апартману надомак океана и америчка верзија која приказује банд који стоји на дрвеном шеталиту у Атлантик Ситију. За разлику од предходних албума, Post Orgasmic Chill има тврђи звук, са елементима хард рока и алтернативног метала. Бенд је свој следећи албум, Wonderlustre, објавио 11 година након овог.
Албум је уврштен у књигу 1001 албум који морате чути пре своје смрти. Post Orgasmic Chill садржи четири сингла — Charlie Big Potato, Lately, Secretly и You'll Follow Me Down.

## Списак песама
| №   | Назив                                                    | Трајање |  |
| 1.  | Charlie Big Potato                                       | 5:32    |  |
| 2.  | On My Hotel T.V.                                         | 3:34    |  |
| 3.  | We Don't Need Who You Think You Are                      | 4:21    |  |
| 4.  | Tracy's Flaw                                             | 4:30    |  |
| 5.  | The Skank Heads                                          | 3:11    |  |
| 6.  | Lately                                                   | 3:53    |  |
| 7.  | Secretly                                                 | 4:45    |  |
| 8.  | Good Things Don't Always Come to You                     | 5:25    |  |
| 9.  | Cheap Honesty                                            | 3:47    |  |
| 10. | You'll Follow Me Down                                    | 4:01    |  |
| 11. | And This Is Nothing That I Thought I Had                 | 3:04    |  |
| 12. | I'm Not Afraid                                           | 4:48    |  |
| 13. | Post Orgasmic Sleep (додатна нумера на јапанском издању) | 5:17    |  |

## Место на рекордним листама
| Листа (1999)    | Место |
| --------------- | ----- |
| UK Albums Chart | 16    |

### Годишње листе
| Листа (1999)        | Место |
| ------------------- | ----- |
| German Albums Chart | 57    |